# Priscianus
Priscianus Caesariensis, gewoonlijk Priscianus genoemd (eind 5e/begin 6e eeuw), was een Latijns grammaticus.

## Biografische gegevens
Over zijn leven is weinig bekend. Priscianus was van Griekse afkomst en werd geboren in Caesarea, de hoofdstad van de Romeinse provincie Mauretania Caesariensis (tegenwoordig een deel van Algerije). Volgens zijn tijdgenoot Cassiodorus doceerde hij Latijn te Constantinopel tijdens de regering van keizer Anastasius (491-518).

## Werk

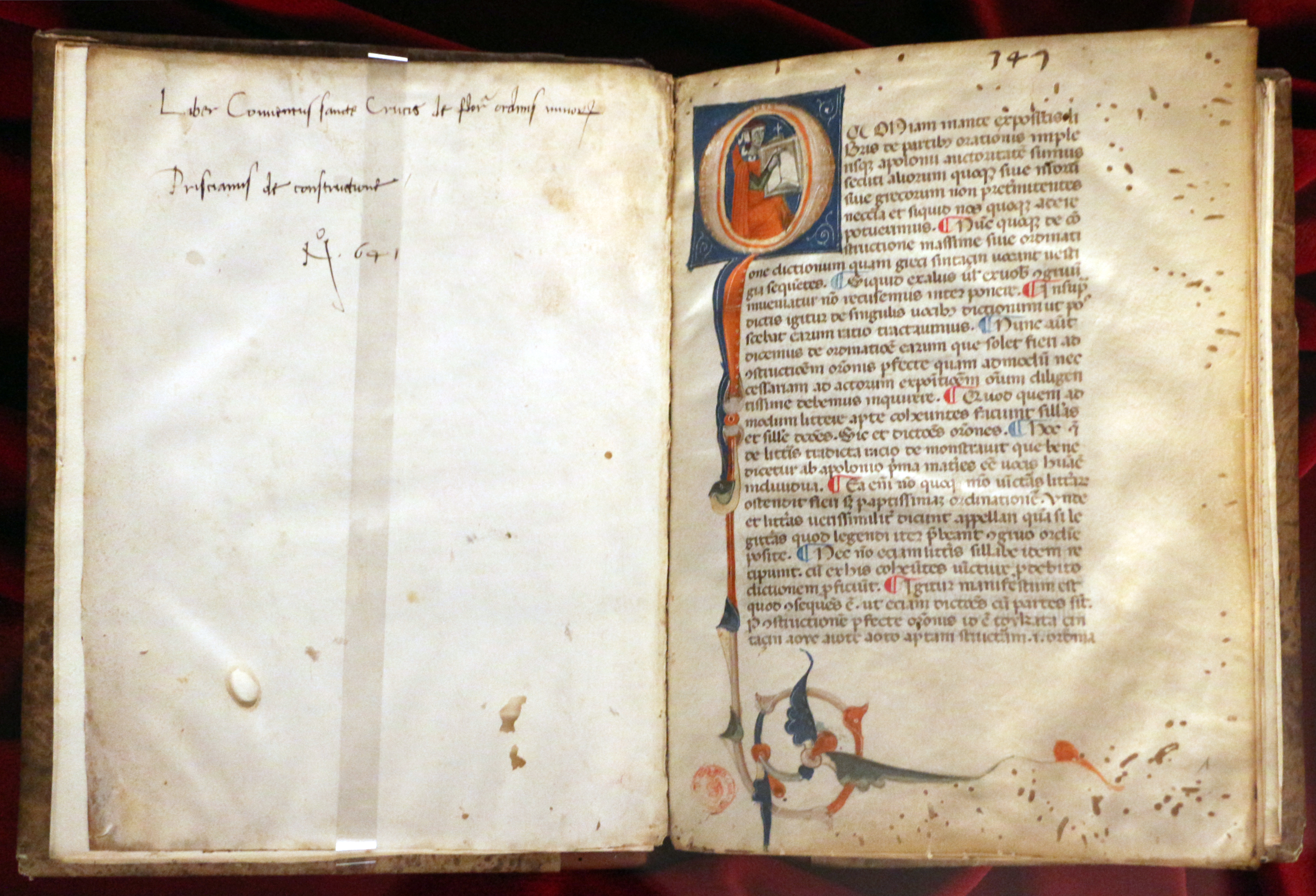
Institutiones Grammaticae, 1290 circa, Biblioteca Medicea Laurenziana, Florence

In deze stad schreef hij zijn hoofdwerk, Institutiones grammaticae (= 'Inleiding in de taalwetenschap'), dat tot de renaissance het standaardleerboek van de Latijnse taal bleef. De traditionele grammaticale terminologie gaat nog voor een belangrijk deel op Priscianus terug.
De indeling van de Institutiones is als volgt:
- Boek 1-16: Partes orationis, over de woordsoorten en –klassen
- Boek 17-18: De constructione, beknopte syntaxis

Hij baseerde zijn werk op dat van Herodianus en diens vader Apollonius Dyscolus. Priscianus heeft veel gebruikgemaakt van voorbeelden voor grammaticale regels uit werken van Romeinse schrijvers, die anders verloren waren gegaan, zoals Cato, Ennius, Lucilius en Varro. Maar zijn favorieten waren kennelijk Vergilius, Cicero, Plautus en Terentius, die hij veelvuldig aanhaalt.
Priscianus heeft ook een aantal andere verhandelingen op zijn naam staan, onder andere over maten en gewichten, over de metra van Terentius en over diverse aspecten van de taalkunde, zoals de Partitiones. Hij vertaalde de retorische oefeningen van Hermogenes van Tarsus uit het Grieks, evenals de Periegesis van Dionysius Periegetes, een leerdicht over aardrijkskunde. Ten slotte behoort tot zijn werk het hexametrische lofdicht op keizer Anastasius (312 verzen).

## Publicaties
- M. Baratin, B. Colombat, L. Holtz (red.), Priscien. Transmission et refondation de la grammaire, de l'antiquité aux modernes, Brepols Publishers, 2009, ISBN 978-2-503-53074-1.